# Budapest Titans 2024
Questa voce raccoglie le informazioni riguardanti i Budapest Titans nelle competizioni ufficiali della stagione 2024.

## Prima squadra

### Hungarian Football League 2024

#### Stagione regolare
| Nyúl 6 aprile 2024, ore 15:00 1ª giornata | Győr Sharks | 26 – 48 | Budapest Titans | Nyúli Sportpálya |

| Budapest 21 aprile 2024, ore 13:00 3ª giornata | Budapest Wolves | 22 – 48 | Budapest Titans | Angyalföldi Sportközpont |

| Budapest 5 maggio 2024, ore 15:00 4ª giornata | Újpest Bulldogs | 13 – 32 | Budapest Titans | UTE Atlétikai Stadion |

| Budapest 25 maggio 2024, ore 15:00 6ª giornata | Budapest Titans | 42 – 14 | VSD Rangers | Szabadkikötő SE |

| Budapest 8 giugno 2024, ore 15:00 7ª giornata | Budapest Titans | 33 – 34 (0-7 20-2 6-12 7-13) | Budapest Cowbells | Szabadkikötő SE |

#### Playoff
| Budapest 6 luglio 2024, ore 15:00 Semifinale | Budapest Titans | 21 – 6 | Újpest Bulldogs | Szabadkikötő SE |

| Budapest 20 luglio 2024, ore 17:00 Hungarian Bowl | Budapest Cowbells | 29 – 51 | Budapest Titans | Kincsem Park |

### Statistiche di squadra
| Competizione      | %Vittorie | In casa | In casa | In casa | In casa | In casa | In casa | In trasferta | In trasferta | In trasferta | In trasferta | In trasferta | In trasferta | Totale | Totale | Totale | Totale | Totale | Totale |
| Competizione      | %Vittorie | G       | V       | N       | P       | Pf      | Ps      | G            | V            | N            | P            | Pf           | Ps           | G      | V      | N      | P      | Pf     | Ps     |
| ----------------- | --------- | ------- | ------- | ------- | ------- | ------- | ------- | ------------ | ------------ | ------------ | ------------ | ------------ | ------------ | ------ | ------ | ------ | ------ | ------ | ------ |
| Stagione regolare | .667      | 2       | 1       | 0       | 1       | 75      | 48      | 3            | 3            | 0            | 0            | 128          | 61           | 5      | 4      | 0      | 1      | 203    | 109    |
| Playoff           | .500      | 1       | 1       | 0       | 0       | 21      | 6       | 1            | 1            | 0            | 0            | 51           | 29           | 2      | 2      | 0      | 0      | 72     | 35     |
| Totale            | .857      | 3       | 2       | 0       | 1       | 96      | 54      | 4            | 4            | 0            | 0            | 179          | 90           | 7      | 6      | 0      | 1      | 275    | 144    |

## Seconda squadra

### Divízió I 2024

#### Stagione regolare
| Budapest 13 aprile 2024, ore 15:00 2ª giornata | Budapest Titans 2 | 24 – 7 | Dabas Sparks | Szabadkikötő SE |

| Diósd 27 aprile 2024, ore 15:00 4ª giornata | Diósd Saints | 42 – 12 | Budapest Titans 2 | Diósd Pacsirta utca |

| Szeged 4 maggio 2024, ore 15:00 5ª giornata | CFS Guardians | 27 – 28 | Budapest Titans 2 | SZEOL |

| Tatabánya 19 maggio 2024, ore 15:00 7ª giornata | Tatabánya Mustangs | 30 – 6 | Budapest Titans 2 | Olimpiai sportpálya |

| Budapest 1º giugno 2024, ore 15:00 9ª giornata | Budapest Titans 2 | 18 – 0 | Budapest Cowbells 2 | Szabadkikötő SE |

| Budapest 15 giugno 2024, ore 15:00 11ª giornata | Budapest Titans 2 | 20 – 8 | Szombathely Crushers | Szabadkikötő SE |

#### Playoff
| Szeged 23 giugno 2024, ore 15:00 Semifinale | CFS Guardians | 33 – 10 | Budapest Titans 2 | SZEOL |

### Statistiche di squadra
| Competizione      | %Vittorie | In casa | In casa | In casa | In casa | In casa | In casa | In trasferta | In trasferta | In trasferta | In trasferta | In trasferta | In trasferta | Totale | Totale | Totale | Totale | Totale | Totale |
| Competizione      | %Vittorie | G       | V       | N       | P       | Pf      | Ps      | G            | V            | N            | P            | Pf           | Ps           | G      | V      | N      | P      | Pf     | Ps     |
| ----------------- | --------- | ------- | ------- | ------- | ------- | ------- | ------- | ------------ | ------------ | ------------ | ------------ | ------------ | ------------ | ------ | ------ | ------ | ------ | ------ | ------ |
| Stagione regolare | .667      | 3       | 3       | 0       | 0       | 62      | 15      | 3            | 1            | 0            | 2            | 46           | 99           | 6      | 4      | 0      | 2      | 108    | 114    |
| Playoff           | .000      | 0       | 0       | 0       | 0       | 0       | 0       | 1            | 0            | 0            | 1            | 10           | 33           | 1      | 0      | 0      | 1      | 10     | 33     |
| Totale            | .571      | 3       | 3       | 0       | 0       | 62      | 15      | 4            | 1            | 0            | 3            | 56           | 132          | 7      | 4      | 0      | 3      | 118    | 147    |